# GLP ALFALINK茨木
GLP ALFALINK茨木（ジーエルピー アルファリンクいばらき）は、大阪府茨木市に位置する超大型物流施設である。総延床面積が約32万㎡と関西における最大級のプロジェクト（甲子園球場の約8個分）。
物流プロバイダー大手の日本GLPが「ALFALINK」ブランドシリーズで開発する第三弾の先進的物流施設。茨木Ⅰ～Ⅲの3棟で構成される。
「GLP ALFALINK 相模原」「GLP ALFALINK 流山」に続き、関西で初の「ALFALINK」シリーズプロジェクト。

## 概要
茨木市の土地区画整理事業の敷地内に 3棟の物流施設を建設し、2023年1月より順次着工、2025年7月に全棟竣工予定。投資総額は約675億円。
「GLP ALFALINK 茨木」が有する約9万5000坪（甲子園球場の約8個分）の広大な延床面積を最大限に活用し、物流企業のオペレーションを支援する主要な機能を実装する。大阪の物流中心地である立地を生かし、トラックターミナルの誘致を始め、様々な企業に施設を役立て、入居企業間そして日本GLPの幅広いカスタマー企業との連携を支援することで物流の効率化を図る。
共用部には、寛ぎと憩いのスペースであるカフェテリアやラウンジ、女性が働きやすくなるパウダールーム・トイレや託児所、広大な敷地内の移動を支援するレンタルサイクル、最寄り駅へのVIP送迎や各地への移動に便利なカーシェアリング、車通勤にも十分対応できる大型駐車場を備え、最寄駅からは専用直通バスを用意。
倉庫内は大型シーリングファン、高断熱素材を使用することで快適な倉庫環境を提供。その他にも、宅配ロッカー、コインランドリー、コインシャワー、コンビニエンスストアなど、働く人が快適に働ける多様な設備を完備。
公園やランニングコースなどの共用スペースも整備する。出店予定の商業施設と連携し、働く人や地域住民、買い物に訪れた人々にとって魅力的なまちづくりを行う計画。

## 施設概要
- 所在地:
- 茨木１：大阪府茨木市南目垣・野々宮区画整理事業地内
- 茨木２：大阪府茨木市南目垣三丁目3番3号
- 茨木３：大阪府茨木市南目垣・野々宮区画整理事業地内
- 総敷地面積：約135,000㎡（約41,000坪）
- 総延床面積：約320,000㎡（約96,000坪）（甲子園球場の約8個分）
- 構造：免震構造・耐震構造
- 交通：阪急京都線「茨木市」駅から約3.2km、JR京都「茨木」駅から約4.2km、大阪モノレール「沢良宜」駅から約3.0km、大阪モノレール「摂津」駅から約4.0km